# إيغناسيو كاماتشو
إغناسيو كاماتشو بارنولا (بالإسبانية: Ignacio Camacho Barnola)‏ (مواليد 4 مايو 1990 في سرقسطة - إسبانيا) لاعب كرة قدم إسباني يلعب حاليا لصالح نادي الدرجة الأولى مالقا الإسباني منذ 2011 في مركز الوسط المدافع . .

## مسيرته الكروية
لعب إيغناسيو كاماتشو خلال مسيرته الاحترافية مع 4 أندية في 13 موسمًا وسجل خلالها 18 هدفًا ضمن 236 مباراة. ولم يفوز بأي موسم بالكأس أو بالدوري.
خاض إيغناسيو كاماتشو مسيرته مع نادي أتلتيكو مدريد في موسم 2007–08 واستمر معه طيلة ثلاثة مواسم، مشاركًا في 30 مباراة سجل خلالها هدفين. ثم انتقل إلى نادي مالقا في موسم 2010–11 ليلعب معه سبعة مواسم، حيث شارك في 177 مباراة سجل خلالها 16 هدفًا. لينتقل بعدها إلى نادي فولفسبورغ في موسم 2017–18 ولمدة موسمين، مشاركًا في 17 مباراة ولم يسجل أي هدف.

## روابط خارجية
- إيغناسيو كاماتشو على موقع الاتحاد الدولي (مؤرشف)  (الإنجليزية)
- إيغناسيو كاماتشو على موقع الاتحاد الأوربي (الإنجليزية)
- إيغناسيو كاماتشو على موقع قاعدة بيانات كرة القدم.إي يو (الإنجليزية)
- إيغناسيو كاماتشو على موقع بيانات كرة القدم. دي إي (الألمانية)
- إيغناسيو كاماتشو على موقع ناشيونال فوتبول تيمز (الإنجليزية)
- إيغناسيو كاماتشو على موقع Soccerway.com (الإنجليزية)
- إيغناسيو كاماتشو على موقع عالم كرة القدم.نت (الإنجليزية)
- إيغناسيو كاماتشو على موقع كووورة
- إيغناسيو كاماتشو على موقع AS.com (الإسبانية)